# ليفونيا (نيويورك)
ليفونيا (بالإنجليزية: Livonia, New York)‏ هي معلم جغرافي تقع في الولايات المتحدة في مقاطعة ليفينغستون، نيويورك. يقدر عدد سكانها بـ 7,809 نسمة .

## أعلام
- ويليام د. ميدلتون
- جون لوميس شامبرلين
- أل ميتشيل
- إلمر فولر ستون